# Robert Orr
Vous lisez un « bon article » labellisé en 2013.
Pour les articles homonymes, voir Orr.
Temple de la renommée : 1979
Robert Gordon Orr, dit Bobby Orr, né le 20 mars 1948 à Parry Sound en Ontario au Canada, est un joueur professionnel canadien de hockey sur glace, membre du temple de la renommée du hockey.
Il commence à patiner à l'âge de quatre ans et est découvert par les Bruins de Boston de la Ligue nationale de hockey à l'âge de 12 ans. Il commence sa carrière à Boston en 1966 et revitalise l'équipe. Il est le seul joueur à avoir gagné le trophée James-Norris du meilleur défenseur de la LNH à huit reprises, qui plus est consécutivement (de 1968 à 1975). Bobby Orr a révolutionné la position de défenseur en transformant un rôle traditionnellement défensif en rôle également offensif, remportant le trophée Art-Ross du meilleur pointeur de la ligue à deux reprises en 1969-1970 et 1974-1975 ; il est l'unique défenseur à avoir remporté ce trophée.
En 1976, il rejoint les Blackhawks de Chicago avec lesquels il joue jusqu'en 1979, année où il se retire définitivement, l'état de ses genoux écourtant sa carrière. Il est intronisé au temple de la renommée du hockey la même année.

## Biographie

### Son enfance
La famille Orr est originaire de Parry Sound, une petite ville à l'Est de la baie Georgienne en Ontario au Canada ; Bobby est le petit-fils de Robert Orr, un joueur professionnel de football originaire de Ballymena en Irlande qui rejoint Parry Sound au début du XXe siècle. Le père de Bobby Orr, Doug Orr, joue au hockey sur glace mais rejette une offre des Seagulls d'Atlantic City en 1942 et préfère s'engager dans la Marine royale canadienne lors de la Seconde Guerre mondiale. Après la guerre, il retourne vivre dans la ville de Parry Sound auprès de sa femme, Arva Steele, et travaille dans la Canadian Industries Limited. Le couple Orr a cinq enfants : Patricia, Ronnie, Robert, Penny et Doug junior. Bobby est né le 20 mars 1948 dans l’hôpital St. Joseph's Hospital.
Bobby Orr joue pour la première fois dans une équipe de hockey sur glace en 1953 alors qu'il n'a que cinq ans, un an après avoir eu sa première paire de patins. Malgré sa petite taille et son gabarit fragile, il se démarque par sa vitesse de patinage que ce soit lors des entraînements ou des matchs. Bobby Orr joue sur les ailes de son équipe jusqu'à ce que son entraîneur Wilfred McDonald, un ancien joueur de la LNH, décide de le faire jouer en défense alors qu'il a dix ans ; McDonald encourage Orr à utiliser sa vitesse et sa maîtrise de la crosse pour inscrire des buts en contre-attaque.
Au cours du printemps 1961, Orr participe à un tournoi dans la ville de Gananoque. À cette occasion, Wren Blair, membre des Bruins de Boston remarque pour la première fois le jeune joueur qu'il décrit alors comme une combinaison de Doug Harvey et d'Eddie Shore. Les Bruins décident rapidement de faire signer Orr et Blair rend régulièrement visite à la famille. Quelques mois après le tournoi, l'équipe des Bruins sponsorise l'équipe d'Orr en lui donnant la somme de 1 000 dollars canadiens. Même si d'autres équipes de la Ligue nationale de hockey (LNH) ont des vues sur le joueur de l'Ontario, Bobby Orr signe un contrat d'exclusivité avec les Bruins en 1962. Ce dernier explique alors qu'il décide de rejoindre les Bruins car ils sont l'équipe du futur.

### Sa carrière junior
À cette époque, les Bruins possèdent déjà une équipe junior, les Flyers de Niagara Falls, mais Blair arrive à un arrangement avec les dirigeants de l'équipe pour prendre 51 % des parts dans une nouvelle équipe, les Generals d'Oshawa. Orr rejoint les rangs des Generals tout en continuant ses études dans sa ville natale. Il manque ainsi les entraînements des Generals et rejoint son équipe chaque fin de semaine ; en signant un contrat avec les Bruins, Orr reçoit un bonus de 10 000 dollars canadiens ainsi qu'une nouvelle voiture.
Orr fait ainsi ses débuts dans la Metro Junior A League lors de la saison 1962-1963 ; il n'a que quatorze ans et joue contre des joueurs de dix-huit, dix-neuf et vingt ans. En 34 rencontres, il inscrit 6 buts et 15 aides pour 21 points. Lors de la saison suivante, la ligue des Generals cesse ses activités et ils rejoignent l'Association de hockey de l'Ontario (AHO) ; dans le même temps, Orr quitte sa ville natale et s'inscrit dans la R. S. McLaughlin high school. Avec 29 buts, il décroche un record de buts pour un défenseur dans la ligue et il est nommé dans la première équipe d'étoiles de l'association.
Lors de sa quatrième saison junior, Orr compte 38 buts pour améliorer encore le record de l'AHO et il totalise également 94 points, pour une moyenne de deux points par match. Les Generals terminent la saison à la quatrième place du championnat puis passent tous les tours des séries éliminatoires de l'AHO pour remporter la Coupe J.-Ross-Robertson. L'équipe gagne sa place en finale de la Coupe Memorial 1966 en battant les champions de l'Ontario du nord, les Trappers de North Bay puis les champions du Québec, les Bruins de Shawinigan.
Orr se blesse à l'aine contre Shawinigan mais, afin d'attirer plus de monde pour la finale qui se joue dans le Maple Leaf Gardens, son équipe affirme qu'il s'agit de la dernière opportunité pour le public de voir jouer la jeune vedette dans les rangs juniors. Dans le même temps, les dirigeants de la franchise de Boston demandent à ce qu'Orr ne joue pas la finale afin qu'il n'aggrave pas sa blessure. Cependant, les parents du joueur ainsi que Blair défient la franchise des Bruins et Orr joue la finale qui est finalement perdue en six matchs contre les Oil Kings d'Edmonton. L'entraîneur de l'équipe, Bep Guidolin, est licencié pour avoir fait jouer Orr alors que Blair quitte les Bruins pour rejoindre la nouvelle équipe des North Stars du Minnesota.

### La signature avec les Bruins
En 1963, Doug Orr se rapproche d'Alan Eagleson, un jeune avocat de Toronto qui représente certains joueurs des Maple Leafs de Toronto, afin qu'il prenne en main les affaires du futur joueur des Bruins. Bobby Orr et Eagleson entament alors une relation d'amitié qui dépasse les relations professionnelles. Hap Emms, directeur général des Bruins, fait au cours de l'été 1964 une proposition d'un contrat de 5 000 dollars pour les deux premières saisons d'Orr dans la LNH mais Eagleson demande le double et il menace les Bruins d'envoyer son joueur jouer avec l'équipe du Canada au lieu de rejoindre les Bruins. Finalement, les deux parties s'entendent sur un salaire de 80 000 dollars plus un bonus de 25 000 dollars à la signature,.
La signature se fait officiellement sur le bateau personnel d'Emms et Orr devient le joueur le mieux payé de l'histoire de la LNH mais cette signature crée également un précédent dans le monde de la LNH. En effet, à cette époque, les joueurs sont forcés d'accepter les contrats des dirigeants des équipes de la LNH et cette négociation menée par Eagleson ouvre la porte aux agents de joueurs. Il devient par la suite un des dirigeants de la nouvelle Association des joueurs de la LNH.

### Les Bruins de Boston

#### Ses débuts dans la LNH (1966-1969)

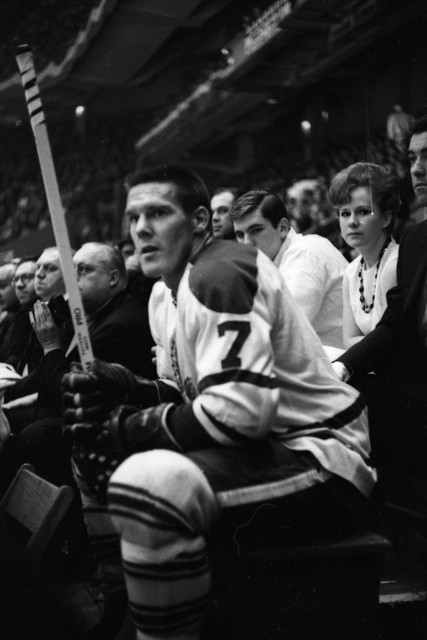
Tim Horton, défenseur des Maple Leafs de Toronto dans les années 1960.

Orr rejoint donc les Bruins de Boston pour la saison 1966-1967 à l'époque où la LNH ne compte que six équipes, les « six équipes originales ». Orr fait ses débuts dans la LNH le 19 octobre 1966 contre les Red Wings de Détroit lors d'une victoire 6-2 et réalise la passe décisive du deuxième but des siens, but inscrit par Wayne Connelly. Quatre jours plus tard, lors du troisième match de la saison, il inscrit le premier but de sa carrière dans la LNH contre les Canadiens de Montréal ; la salle des Bruins, le Boston Garden, lui donne alors une ovation,. Au cours de la saison, Orr est défié physiquement par plusieurs adversaires et il se bat alors contre plusieurs bagarreurs de la LNH : Vic Hadfield et Reggie Fleming des Rangers de New York ou encore Ted Harris des Canadiens de Montréal.
À la fin de cette première saison, Orr est mis en avant par l'ensemble de la LNH en recevant le trophée du meilleur joueur recrue, le trophée Calder. Il totalise alors 13 buts et 28 passes, un des meilleurs totaux pour une recrue dans la LNH à l'époque et surtout pour un défenseur. Il est également désigné membre de la deuxième équipe d'étoiles de la LNH. Harry Howell, défenseur des Rangers de New York, se voit remettre le trophée James-Norris du meilleur défenseur de la LNH ; il déclare alors être fier d'avoir remporté le trophée, prédisant aussi qu'Orr allait remporter le trophée pendant plusieurs années. D'un point de vue collectif, les Bruins terminent derniers de la LNH et ne participent pas aux séries éliminatoires de la Coupe Stanley.
En 1967, la Ligue nationale de hockey passe de six à douze franchises. Phil Esposito, Fred Stanfield et Ken Hodge rejoignent les rangs des Bruins avant les débuts de la saison 1967-1968. Pour sa deuxième saison, Orr ne joue qu'une cinquantaine de rencontres après s'être blessé lors d'un match de gala à Winnipeg au cours de l'été 1967. En décembre, Frank Mahovlich, joueur des Maple Leafs de Toronto réalise une mise en échec sur Orr, lui luxant la clavicule. Il revient au jeu en janvier, juste à temps pour jouer le 21e Match des étoiles de la LNH au sein de la sélection des meilleurs joueurs de la ligue. En février, il quitte une rencontre contre Détroit après une nouvelle blessure ; il est opéré pour la première fois du genou et les docteurs lui réparent un ligament et lui retirent un cartilage. Malgré une saison tronquée, il termine avec 31 points mais, surtout, il est nommé meilleur défenseur de la ligue et reçoit le trophée James-Norris. Il est également nommé dans la première équipe d'étoiles de la LNH aux côtés de Gump Worsley, dans les buts, Tim Horton en défense et Bobby Hull, Stan Mikita et Gordie Howe en attaque. Les Bruins terminent à la troisième place de leur division derrière les Canadiens de Montréal et les Rangers de New York et se qualifient pour les séries éliminatoires ; ils sont cependant éliminés dès le premier tour par les Canadiens en quatre matchs.
Orr ne joue aucun match de préparation afin de reposer son genou avant la saison 1968-1969 ; malgré tout, il le soigne à la fin de chaque match en apposant dessus des glaçons. Orr et la Espo line composée de Wayne Cashman, Esposito et Ken Hodge, inscrivent de nombreux buts et permettent ainsi à l'équipe de marquer pour la première fois de son histoire cent points en une saison et de terminer à la deuxième place du classement de sa division. D'un point de vue individuel, Orr et Esposito décrochent tous les deux des records de la LNH : avec 21 buts et 64 points, Orr devient le meilleur défenseur-buteur et le meilleur défenseur-pointeur de la LNH alors qu'avec 126 points, Esposito est le premier joueur de la LNH à dépasser les cent points en une saison. Il reçoit alors le trophée Art-Ross du meilleur pointeur et le trophée Hart en tant que meilleur joueur désigné par les journalistes. Orr est, quant à lui, une nouvelle fois élu meilleur défenseur de la saison et membre de la première équipe d'étoiles après avoir joué le 22e Match des étoiles en février. Au cours des séries, les Bruins parviennent à battre les Maple Leafs au premier tour en quatre rencontres mais perdent une nouvelle fois contre les Canadiens de Montréal quatre matchs à deux.

#### La première Coupe Stanley (1969-1970)

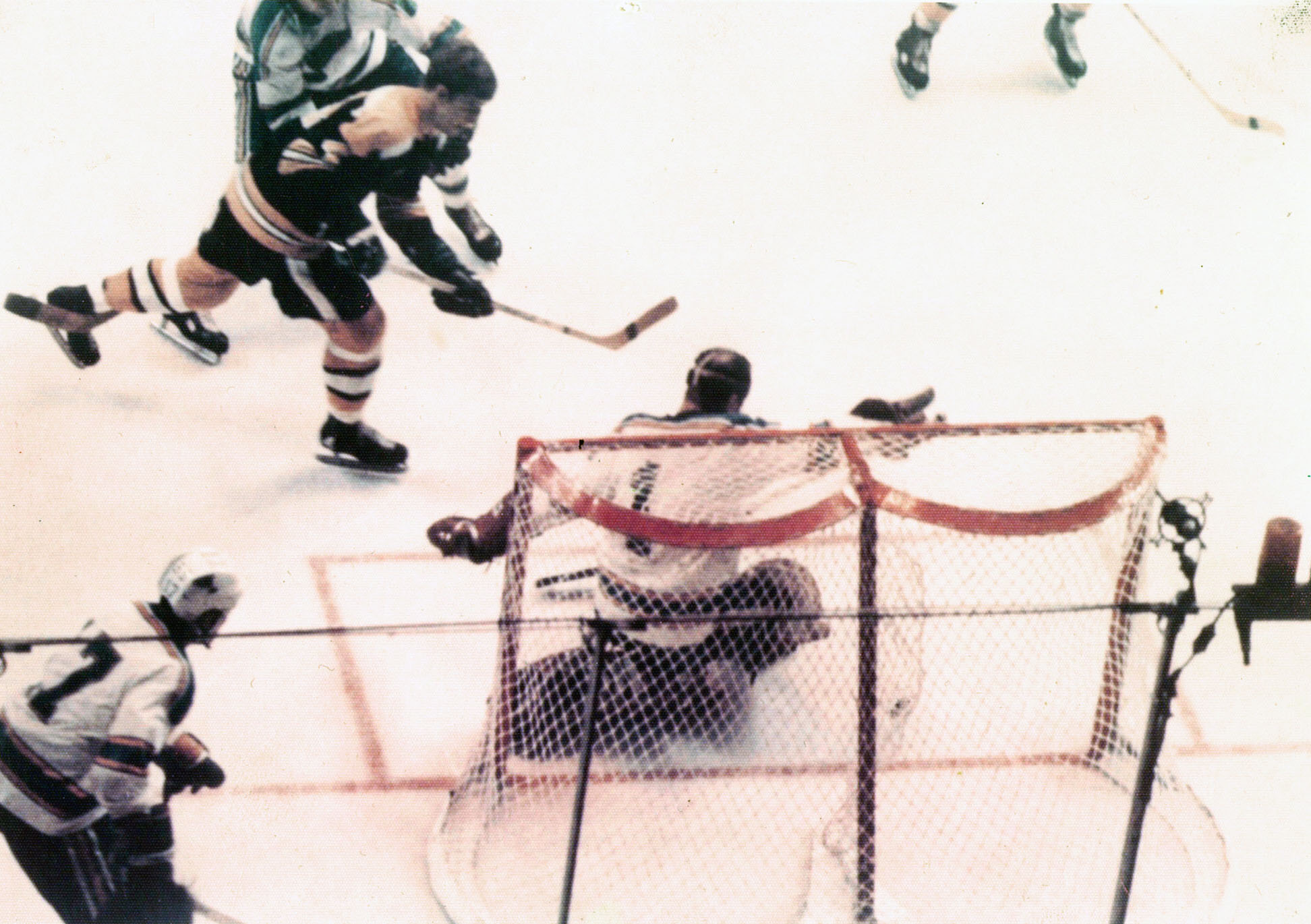
Bobby Orr marque le but de la victoire contre les Blues de Saint-Louis en finale de la Coupe Stanley en 1969-1970.

Le début de saison des Bruins est presque parfait puisqu'ils enregistrent six victoires et un match nul au cours des sept premiers matchs. Leur première défaite survient à Toronto le 29 octobre et finalement, les Black Hawks de Chicago et le Bruins terminent à égalité de points. Ce sont les joueurs de Chicago qui sont sacrés champions de la saison régulière avec cinq victoires de plus. Avec 120 points, Orr finit meilleur pointeur de son équipe mais également de toute la LNH ; il est le premier défenseur à remporter ce classement.
Deuxièmes de la division Est, les Bruins sont opposés aux Rangers de New York qui ont fini à la quatrième place de la division en se qualifiant in-extremis aux dépens des Canadiens de Montréal ; il s'agit de la première fois de l'histoire de la Coupe Stanley où le Canada n'est pas représenté. Les Bruins viennent à bout des Rangers en six matchs avant de surprendre l'équipe de Chicago en quatre matchs. La finale les oppose aux Blues de Saint-Louis, vainqueurs de la division Ouest mais ayant totalisés treize points de moins que les Bruins lors du calendrier régulier. Les trois premiers matchs sont remportés facilement par les Bruins 6-1, 6-2 puis 4-1 ; le quatrième match est plus disputé et se joue en prolongation et Orr marque le but vainqueur après quarante secondes de jeu ce qui permet aux Bruins de remporter la quatrième Coupe Stanley de leur histoire. Après avoir marqué son but, le jeune joueur de 22 ans est déséquilibré par un défenseur des Blues, Noel Picard, et tombe en avant. Une photographie prise par Ray Lussier d'Orr en train de tomber les bras levés en signe de victoire commémore l'événement et est une des photographies les plus connues du monde du hockey.
Orr est consacré meilleur joueur de la saison par la LNH qui le récompense avec de nombreuses distinctions : il remporte les trophées Hart, Conn-Smythe du meilleur joueur des séries, James-Norris et trophée Art-Ross ; il est le premier joueur de l'histoire à remporter les quatre trophées la même année.
Après avoir remporté la Coupe Stanley, les Bruins surclassent les autres franchises lors de la saison régulière suivante et sont les favoris à leur propre succession. En décembre 1970, Orr est désigné athlète du Canada et reçoit ainsi le trophée Lou-Marsh.
Offensivement, l'équipe domine la ligue en terminant avec 121 points alors qu'Esposito, Orr, Johnny Bucyk et Hodge sont les quatre meilleurs pointeurs de la saison avec, respectivement, 152, 139, 116 et 105 points ; Cashman et John McKenzie (en) terminent également dans le top dix des meilleurs pointeurs de la LNH. Orr finit la saison avec un différentiel plus / moins de +124, un record dans la LNH, tous postes confondus. Malgré cette efficacité offensive, les Bruins perdent dès le premier tour des séries, en sept rencontres, contre les Canadiens emmenés par leur gardien-recrue Ken Dryden.
À la fin de cette saison, Orr reçoit les trophées James-Norris et Hart en plus d'être une nouvelle fois nommé dans la première équipe d'étoiles de la LNH. Il prolonge son contrat avec les Bruins le 26 août 1971 pour cinq années supplémentaires et 200 000 dollars par an ; il s'agit alors du premier contrat pour un montant d'un million dans la LNH.

#### La deuxième Coupe Stanley (1971-1972)

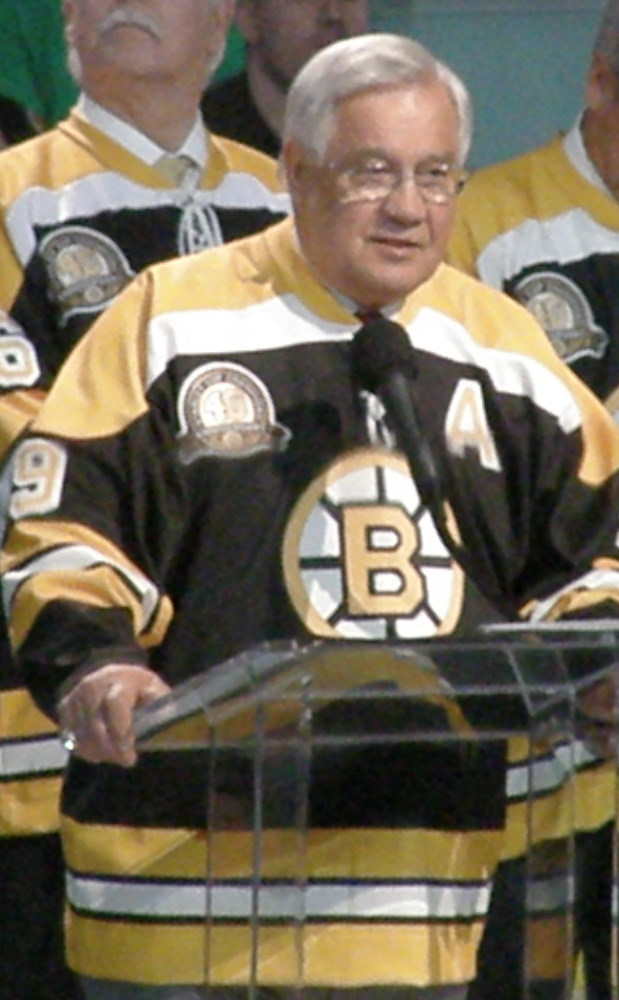
Johnny Bucyk coéquipier d'Orr entre 1966 et 1976.

Au cours de la saison 1971-1972, Orr termine une nouvelle fois à la deuxième place du classement des pointeurs encore derrière son coéquipier, Esposito ; leur équipe est la meilleure équipe de la division Est et de la LNH. Pour la première ronde des séries, les Bruins sont opposés aux Maple Leafs de Toronto qui ont terminé à la quatrième place de la division Est, une trentaine de points derrière Boston. Les Bruins remportent la série en cinq matchs après avoir blanchi les Maple Leafs lors des premier et troisième matchs sur les scores de 5-0 puis de 2-0.
Ils battent ensuite les Blues de Saint-Louis, troisièmes de la division Ouest en quatre matchs. Les Bruins surclassent leur adversaire 6-1, 10-2 puis 7-1 avant de remporter la dernière rencontre 5-3. La confrontation se termine avec un total record de 28 buts marqués par les Bruins pour une série disputée en quatre matchs.
En finale, ils rencontrent leur rivaux et dauphins de la saison régulière, les Rangers de New York. Lors de la première rencontre, les Bruins semblent se diriger vers une victoire facile alors qu'il mènent 5-1 mais les Rangers parviennent à égaliser en milieu de troisième période ; c'est finalement Garnet Bailey qui marque le but de la victoire 6-5 pour les Bruins. Pour le deuxième match, les deux équipes changent de gardien : Eddie Giacomin est remplacé par Gilles Villemure chez les Rangers alors que Gerry Cheevers laisse sa place à Eddie Johnston chez les Bruins qui remportent la victoire et mènent alors la série 2-0. Le début du troisième match est dominé par New York qui mène 3-0 en première période ; les Bruins réduisent ensuite la marque grâce à Mike Walton puis Bobby Orr mais ce sont les Rangers qui ont le dernier mot. Après le match précédent qui a vu quelques bagarres éclater, la quatrième rencontre est marquée par 76 minutes de pénalité sifflées par l'arbitre au cours de la première période. Les Bruins s'imposent 3-2 et ne sont plus qu'à une victoire de leur cinquième Coupe Stanley, la deuxième pour Orr, mais les Rangers contrarient les plans des Bruins en prenant leur revanche sur le même score 3-2. C'est finalement au cours du sixième match joué à New York que les Bruins remportent la coupe grâce à un blanchissage de Cheevers et un but et une passe de Bobby Orr.
À la suite de la finale perdue, l'attaquant des Rangers, Vic Hadfield, résume la série finale par ses déclarations : « We played them pretty even, but they had Bobby Orr and we didn't » (« Nous avons joué assez bien, mais ils avaient Bobby Orr et nous non »). Orr, quant à lui, sait qu'il a un genou gauche fragile et qu'il ne lui reste pas beaucoup de saisons à jouer.
Orr est une nouvelle fois mis en avant par la LNH en remportant le trophée James-Norris, le trophée Hart et le trophée Conn-Smythe. Au cours de la saison, il participe, comme chaque année depuis 1967-1968, au Match des étoiles de la ligue. La division de l'Est l'emporte 3-2 grâce à un but d'Esposito sur une passe d'Orr qui est élu meilleur joueur de la rencontre.

#### La suite avec les Bruins (1972-1976)
Avant les débuts de la saison suivante, huit rencontres sont organisées entre une sélection du Canada et l'équipe d'URSS lors de la Série du siècle. Orr est sélectionné pour jouer avec son équipe nationale mais il n'est pas autorisé par le corps médical à participer aux matchs après s'être fait opérer du genou au cours de l'été 1972. Il décide cependant de suivre son équipe et il s'entraîne avec ses coéquipiers mais reste sur le banc pour les différents matchs.
En parallèle, l'équipe des Bruins subit des changements avec les départs de Cheevers, Sanderson et McKenzie qui rejoignent les rangs de la nouvelle Association mondiale de hockey. L'équipe, qui change d'entraîneur avec le renvoi de Tom Johnson en février 1973 et la mise en place à sa place d'Armand « Bep » Guidolin, termine la saison à la deuxième place de sa division avec treize points de moins que les Canadiens de Montréal. Esposito mène une nouvelle fois la ligue au niveau des points avec quatre de plus que Bobby Clarke des Flyers de Philadelphie et sept de plus qu'Orr qui compte une nouvelle fois plus de cent points. Néanmoins les champions en titre sont éliminés dès la première ronde des séries par les Rangers de New York, quatre matchs à un ; Orr n'inscrit qu'un but et une passe décisive lors des cinq matchs disputés. Il reçoit néanmoins les deux honneurs habituels depuis sa deuxième saison : le trophée James-Norris et une sélection dans la première équipe d'étoiles de la saison.
Au cours de la saison suivante, Esposito et Orr guident une nouvelle fois les Bruins à la première place de la saison avec cent treize points. Le 25 novembre, lors d'un match contre les Rangers, Orr marque sept points grâce à trois buts et quatre passes décisives, pour un record de la LNH pour un défenseur ; ce record est ensuite battu en décembre 1977 par Tom Bladon des Flyers de Philadelphie. À la fin de la saison régulière, Esposito, Orr, Hodge et Cashman terminent une nouvelle fois en tête du classement des pointeurs de la ligue avec, respectivement, 145, 122, 105 et 89 points et Orr met la main sur un nouveau trophée James-Norris. Les Bruins passent le premier tour des séries 4-0 contre Toronto puis se qualifient pour la finale de la Coupe Stanley en éliminant les Black Hawks 4-2. Malgré une victoire 3-2 par un but vainqueur d'Orr lors du premier match de la finale contre les Flyers, ce sont ces derniers qui remportent la Coupe Stanley en six parties.
Deux nouvelles franchises rejoignent la ligue pour la saison 1974-1975 et la LNH réorganise son calendrier en créant deux conférences de deux divisions. Les Bruins terminent deuxièmes de la division Adams, derrière les Sabres de Buffalo mais ils sont éliminés dès le premier tour des séries par l'équipe de Chicago deux matchs à un. D'un point de vue personnel, Orr dépasse une nouvelle fois un record pour un défenseur : il inscrit quarante-six buts et compte une sixième saison avec plus de cent points ; onze ans plus tard, en 1985-1986, Paul Coffey bat ce record en comptant deux buts de plus. Avec cent trente-cinq points, il est le meilleur pointeur de la saison régulière, avec huit points d'avance sur son dauphin, Esposito. Il est une nouvelle fois le meilleur défenseur mais reçoit également le trophée Art-Ross en tant que meilleur pointeur de la saison et le trophée Lester-B.-Pearson du meilleur joueur de la saison régulière selon ses pairs.
Orr joue sa dernière saison avec les Bruins en 1975-1976 qu'il commence sur le banc après avoir été blessé le 22 septembre 1975. Deux mois plus tard, les dirigeants de Boston échangent Esposito en compagnie de Carol Vadnais aux Rangers de New York contre les défenseurs Brad Park, Joe Zanussi ainsi que le joueur de centre Jean Ratelle. Le lendemain de cet échange, Orr fait ses débuts avec l'équipe mais après dix rencontres jouées, de nouvelles douleurs au genou le forcent à se faire opérer et à manquer la fin de la saison.

### Les Black Hawks de Chicago (1976-1979)
Le 9 juin 1976, Orr signe un contrat de cinq saisons pour un montant de trois millions de dollars payable sur trente ans avec les Black Hawks de Chicago. L'agent du joueur, Eagleson, annonce que les négociations avec les Bruins sont interrompues depuis le mois de décembre et sa blessure au genou.
Pourtant, en juin 1975, les Bruins sont passés des mains de Storer Broadcasting à celles de Jeremy Jacobs ; le nouveau propriétaire fait alors la promesse qu'Orr restera dans les rangs de l'équipe. Jacobs et Eagleson s'entendent oralement sur une prolongation et Jacobs propose même qu'Orr prenne 18,5 % des parts de l'équipe à sa retraite mais Eagleson décide de garder l'offre pour lui sans en parler à Orr et de s'entendre directement avec Bill Wirtz, propriétaire de l'équipe de Chicago.
Quelque temps après avoir signé avec Chicago, Orr reçoit l'autorisation des médecins de l'équipe pour participer avec l'équipe du Canada à la Coupe Canada 1976. Il aide son équipe à remporter la médaille d'or et termine deuxième meilleur pointeur de la compétition avec neuf points ; totalisant le même nombre de points que Viktor Jlouktov et Denis Potvin, il termine derrière Jlouktov mais devant Potvin au nombre de buts marqués : deux pour Orr contre cinq pour le joueur soviétique et un seul pour Potvin,. Il est également élu meilleur joueur du tournoi et dans l'équipe type.
Malgré ce succès international, la carrière d'Orr est derrière lui : il ne joue qu'une vingtaine de rencontres avec Chicago en 1976-1977. En 1977, il subit six opérations au genou et manque l'intégralité de la saison suivante. Au cours de l'été 1978, il décide de tenter une dernière fois de jouer pour la saison 1978-1979. Il participe seulement à six matchs et il met fin à sa carrière à l'âge de 31 ans après 270 buts inscrits, 645 passes décisives en 657 matchs soit 915 points et le meilleur différentiel plus-moins pour un joueur de la LNH avec +597 ; ce dernier record est dépassé à la fin de la saison 1984-1985 par Larry Robinson. Il annonce sa retraite le 8 novembre 1978 lors d'une conférence de presse.
Le monde du hockey et le Canada rendent rapidement hommage à sa carrière : il est admis au Temple de la renommée du hockey dès l'année de sa retraite ; il est un des dix joueurs à rejoindre le temple sans la période classique d'attente de trois ans. À 31 ans, il est la plus jeune personnalité à être admise au temple.
Les Bruins décident également de lui rendre hommage en « retirant son numéro » le 4 lors d'une cérémonie le 9 janvier 1979. Il reçoit une ovation d'une durée de 11 minutes.[réf. nécessaire]

### Après carrière
Peu de temps après sa retraite, il apparaît que les dettes d'Orr sont assez importantes et bien qu'il ait été un des joueurs les mieux payés de la LNH, il est quasiment ruiné. Eagleson, qui avait affirmé par le passé qu'Orr avait assez d'argent pour vivre toute sa vie, le critique en disant qu'il vit au-dessus de ses moyens. Le 1er avril 1980, les deux hommes se séparent et Eagleson accepte de régler une partie de la dette de l'ancien joueur.

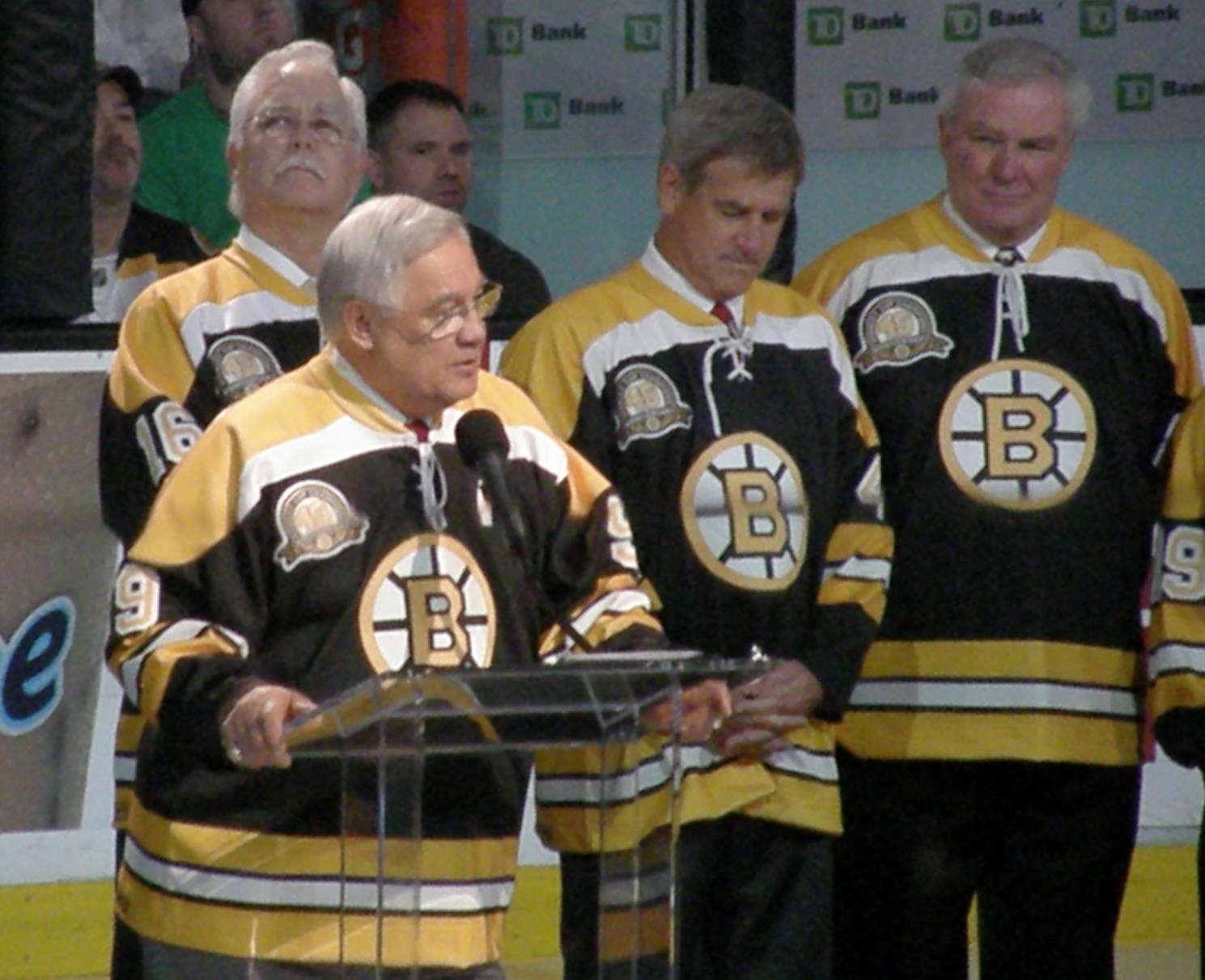
Première rangée : Johnny Bucyk,Robert Orr, et Ken Hodge. Deuxième rangée : Derek Sanderson, le 18 mars 2010.

Par la suite, Orr occupe brièvement le poste d'entraîneur-assistant de Chicago puis de consultant pour la LNH et les Whalers de Hartford. La franchise met du temps à payer ce qu'elle doit à Orr qui saisit le tribunal et obtient gain de cause. Après quelques années et grâce à des contrats publicitaires et des conférences, Orr parvient finalement à régler ses dettes.
En 1996, Orr devient agent sportif et représente alors des joueurs de hockey ; avec des investisseurs, il achète la Woolf Associates agency. Orr devient alors un agent accrédité même s'il ne négocie pas directement avec les équipes. En 2000, son agence fusionne avec celle de Rick Curran. En février 2002, les deux agents renomment leur société « Orr Hockey Group ».
Pendant de nombreuses années, Orr est également l'entraîneur d'une équipe de la Ligue canadienne de hockey lors du tournoi des prospects de la LCH, l'autre équipe étant dirigée par Don Cherry. Néanmoins, la participation d'Orr à ce match soulève des critiques en raison de potentiels conflits d'intérêts ; il décide alors de ne plus participer à la rencontre.

## Vie privée
Orr se fiance à Margaret Louise Wood fin décembre 1972 et ils se marient en septembre 1973. Ils ont ensemble deux garçons, Darren et Brent. Les parents de Orr, Arva et Doug, meurent respectivement en novembre 2000 et en 2007. Orr devient grand-père en 2009 puis une deuxième fois en janvier 2011.

## Statistiques

### Statistiques en club
| Saison     | Équipe                | Ligue          |     | Saison régulière | Saison régulière | Saison régulière | Saison régulière | Saison régulière | Saison régulière |    | Séries éliminatoires | Séries éliminatoires | Séries éliminatoires | Séries éliminatoires | Séries éliminatoires | Séries éliminatoires |
| Saison     | Équipe                | Ligue          | PJ  | B                | A                | Pts              | Pun              | +/-              | PJ               | B  | A                    | Pts                  | Pun                  | +/-                  |                      |                      |
| 1962-1963  | Generals d'Oshawa     | Metro Jr.      | 34  | 6                | 15               | 21               | 45               |                  |                  |    |                      |                      |                      |                      |                      |                      |
| 1963-1964  | Generals d'Oshawa     | AHO            | 56  | 29               | 43               | 72               | 142              |                  | 6                | 0  | 7                    | 7                    | 21                   |                      |                      |                      |
| 1964-1965  | Generals d'Oshawa     | AHO            | 56  | 34               | 59               | 93               | 112              |                  | 6                | 0  | 6                    | 6                    | 10                   |                      |                      |                      |
| 1965-1966  | Generals d'Oshawa     | AHO            | 47  | 38               | 56               | 94               | 92               |                  | 17               | 9  | 19                   | 28                   | 14                   |                      |                      |                      |
| 1966       | Generals d'Oshawa     | Coupe Memorial |     |                  |                  |                  |                  |                  | 12               | 12 | 24                   | 36                   | 11                   |                      |                      |                      |
| 1966-1967  | Bruins de Boston      | LNH            | 61  | 13               | 28               | 41               | 102              |                  |                  |    |                      |                      |                      |                      |                      |                      |
| 1967-1968  | Bruins de Boston      | LNH            | 46  | 11               | 20               | 31               | 63               | +30              | 4                | 0  | 2                    | 2                    | 2                    |                      |                      |                      |
| 1968-1969  | Bruins de Boston      | LNH            | 67  | 21               | 43               | 64               | 133              | +65              | 10               | 1  | 7                    | 8                    | 10                   |                      |                      |                      |
| 1969-1970  | Bruins de Boston      | LNH            | 76  | 33               | 87               | 120              | 125              | +54              | 14               | 9  | 11                   | 20                   | 14                   |                      |                      |                      |
| 1970-1971  | Bruins de Boston      | LNH            | 78  | 37               | 102              | 139              | 91               | +124             | 7                | 5  | 7                    | 12                   | 10                   |                      |                      |                      |
| 1971-1972  | Bruins de Boston      | LNH            | 76  | 37               | 80               | 117              | 106              | +86              | 15               | 5  | 19                   | 24                   | 19                   |                      |                      |                      |
| 1972-1973  | Bruins de Boston      | LNH            | 63  | 29               | 72               | 101              | 99               | +56              | 5                | 1  | 1                    | 2                    | 7                    |                      |                      |                      |
| 1973-1974  | Bruins de Boston      | LNH            | 74  | 32               | 90               | 122              | 82               | +84              | 16               | 4  | 14                   | 18                   | 28                   |                      |                      |                      |
| 1974-1975  | Bruins de Boston      | LNH            | 80  | 46               | 89               | 135              | 101              | +80              | 3                | 1  | 5                    | 6                    | 2                    |                      |                      |                      |
| 1975-1976  | Bruins de Boston      | LNH            | 10  | 5                | 13               | 18               | 22               | +10              |                  |    |                      |                      |                      |                      |                      |                      |
| 1976-1977  | Blackhawks de Chicago | LNH            | 20  | 4                | 19               | 23               | 25               | +6               |                  |    |                      |                      |                      |                      |                      |                      |
| 1978-1979  | Blackhawks de Chicago | LNH            | 6   | 2                | 2                | 4                | 4                | +2               |                  |    |                      |                      |                      |                      |                      |                      |
| Totaux LNH | Totaux LNH            | Totaux LNH     | 657 | 270              | 645              | 915              | 953              | +597             | 74               | 26 | 66                   | 92                   | 92                   |                      |                      |                      |

### Statistiques en équipe nationale
| Année | Équipe | Compétition  |   | PJ | B | A | Pts | Pun           |  | Résultat |
| 1976  | Canada | Coupe Canada | 7 | 2  | 7 | 9 | 8   | Médaille d'or |  |          |

## Trophées et honneurs personnels

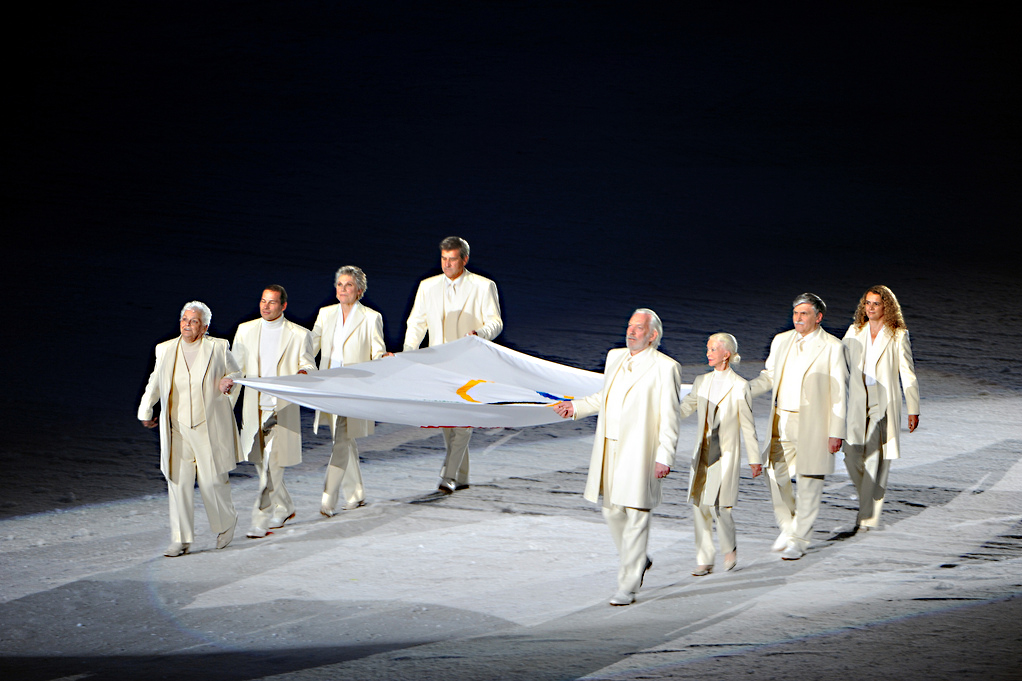
Orr (dernier dans la rangée de gauche) est une des huit personnalités à porter le drapeau olympique lors des Jeux olympiques d'hiver de 2010 à Vancouver.

- 1963-1964 : sélectionné dans la première équipe d'étoiles de l'AHO
- 1964-1965 : sélectionné dans la première équipe d'étoiles de l'AHO
- 1965-1966 :
  - sélectionné dans la première équipe d'étoiles de l'AHO
  - Coupe J.-Ross-Robertson avec les Generals d'Oshawa
- 1966-1967
  - trophée Calder du meilleur joueur recrue
  - sélectionné dans le deuxième équipe d'étoiles de la LNH
- 1967-1968
  - joue le 21e Match des étoiles de la LNH
  - trophée James-Norris du meilleur défenseur
  - sélectionné dans la première équipe d'étoiles
- 1968-1969
  - joue le 22e Match des étoiles de la LNH
  - trophée James-Norris
  - meilleur différentiel de la LNH avec +65
  - sélectionné dans la première équipe d'étoiles
- 1969-1970
  - joue le 23e Match des étoiles de la LNH
  - trophée James-Norris
  - meilleur différentiel avec +54
  - trophée Art-Ross en tant que meilleur pointeur de la LNH avec 120 points
  - trophée Hart du meilleur joueur
  - trophée Conn-Smythe du meilleur joueur des séries
  - coupe Stanley
  - trophée Lou-Marsh de l'athlète par excellence au Canada
  - sélectionné dans la première équipe d'étoiles
- 1970-1971
  - joue le 24e Match des étoiles de la LNH
  - trophée James-Norris
  - meilleur différentiel avec +124
  - trophée Hart
  - sélectionné dans la première équipe d'étoiles
- 1971-1972
  - joue le 25e Match des étoiles de la LNH et est désigné meilleur joueur du match
  - trophée James-Norris
  - meilleur différentiel avec +86
  - trophée Hart
  - trophée Conn-Smythe
  - Coupe Stanley
  - sélectionné dans la première équipe d'étoiles
- 1972-1973
  - joue le 26e Match des étoiles de la LNH
  - trophée James-Norris
  - sélectionné dans la première équipe d'étoiles
- 1973-1974
  - trophée James-Norris
  - meilleur différentiel avec +84
  - sélectionné dans la première équipe d'étoiles
- 1974-1975
  - joue le 28e Match des étoiles de la LNH
  - trophée James-Norris
  - meilleur différentiel avec +80
  - trophée Art-Ross avec 135 points
  - trophée Lester-B.-Pearson du meilleur joueur selon ses pairs
  - sélectionné dans la première équipe d'étoiles
- 1979 :
  - Ordre du Canada
  - trophée Lester-Patrick pour les services rendus au hockey pour les États-Unis
  - plus jeune membre du temple de la renommée du hockey à 31 ans
- 1996 : capitaine d'honneur de la conférence de l'Est lors du 46e Match des étoiles de la LNH
- 1999 : désigné dans l'équipe d'étoiles de l'histoire de la Coupe Memorial 1999
- 27 novembre 2008 : les Generals d'Oshawa retirent le numéro 2 porté par Orr
- 2010 : Bobby Orr est l'une des huit personnalités canadiennes choisies pour porter le drapeau olympique lors de la cérémonie d'ouverture des Jeux olympiques d'hiver de Vancouver.
- 2017 : nommé parmi les 100 plus grands joueurs de la LNH à l'occasion du centenaire de la ligue[85]